# Fredropol
Fredropol est une localité polonaise, siège de la gmina de Fredropol, située dans le powiat de Przemyśl en voïvodie des Basses-Carpates.